# 小坂英雄
小坂 英雄 (1974年1月1日生まれ。)は、有限会社起業経営研究所代表取締役。
小坂行政書士事務所代表。行政書士。

## 経歴
- 1992年3月 愛知県立旭丘高等学校卒業
- 1996年3月 京都大学経済学部経営学科卒業
- 1996年4月～ 東海銀行（現：三菱東京UFJ銀行）入社。
- 2003年3月 有限会社起業経営研究所を設立。
- 2003年4月 小坂行政書士事務所設立。
- 2003年10月 契約学習ネットワーク立ち上げ。
- 2005年7月 金城学院大学　非常勤講師（情報ビジネス論）
- 2008年7月 せと・しごと塾（瀬戸市）　塾長補佐
- 2009年4月 せと・しごと塾（瀬戸市）　塾長
- 2013年5月 消費者庁「ベスト消費者サポーター章」
- 2014年6月 愛知県よろず支援拠点　コーディネーター
- 2018年4月　せとまちツクリテセンター　コーディネーター

## 著書
- 2011年3月 「これ1冊でわかる 契約書の読み方・つくり方 IT版」出版（あさ出版）
- 2011年4月 「これ1冊でわかる 契約書の読み方・つくり方 新版 」出版（あさ出版）
- 2011年9月 「ゼロからはじめる　起業のお金　必ず知っておきたいこと100 」出版（あさ出版）
- 2013年11月 「法務力アップ! 実践講座」出版（中央経済社、共著）
- 2015年3月 「ゼロからはじめる　起業の法律　必ず知っておきたいこと100 」出版（あさ出版）